# سكايلاينرز فرانكفورت
سكايلاينرز فرانكفورت  (بالإنجليزية: Skyliners Frankfurt)‏ هو فريق كرة سلة ألماني تأسس في 1999 يقع في فرانكفورت، ألمانيا.

## وصلات خارجية
- الموقع الإلكتروني